# Токкужин, Алпыш
Алпы́ш Токкужин (каз. Әлпiш Тоққожин; 1879, Уральский уезд, Уральская область, Российская империя — 28 февраля 1949, село Жигерлен, Каратобинский район, Западно-Казахстанская область, Казахская ССР) — старший чабан колхоза «Жигерлен» Каратюбинского района Западно-Казахстанской области, Казахская ССР. Герой Социалистического Труда (1948).

## Биография
Родился в 1879 году в крестьянской семье в одном из сельских населённых Уральского уезда. С раннего возраста трудился в сельском хозяйстве, батрачил у местных баев. Во время коллективизации в 1930 году вступил в колхоз «Жигерлен» (позднее — овцесовхоз «Каратюбинский» с усадьбой в селе Каратобе) Каратюбинского района. Трудился чабаном, старшим чабаном.
Ежегодно вместе со своей женой Каракыз показывал высокие трудовые результаты в овцеводстве. В 1947 году вырастил 551 ягнёнка от 415 курдючных овец. Средний вес каждого ягнёнка к отбивке составил 41 килограмм. Указом Президиума Верховного Совета СССР от 23 июля 1948 года удостоен звания Героя Социалистического Труда за «получение высокой продуктивности животноводства в 1947 году при выполнении колхозом обязательных поставок сельскохозяйственных продуктов и плана развития животноводства» с вручением ордена Ленина и золотой медали «Серп и Молот» (№ 2560).
Проживал в селе Жигерлен Каратобинского района. Умер в феврале 1949 года. Похоронен на кладбище Даукара села .
Память
Его именем названа улица в селе Каратобе Каратобинского района.